# Тур (футбольний клуб)
ФК «Тур» (фр. Tours Football Club) — французький футбольний клуб з однойменного міста, заснований у 1933 році як спортивний союз «Центр». Виступає в Насьйоналі 3 (5-й рівень). Домашні матчі приймає на стадіоні «Стад де ла Валле дю Шер», місткістю 16 247 глядачів.

## Відомі гравці
- Жуль Года (2017— )
- Олів'є Жиру (2008—2010)
- Абдель Хакім Абдалла